# Herb województwa zielonogórskiego

Herb województwa zielonogórskiego

Herb województwa zielonogórskiego przedstawiał na czerwonej tarczy trójkątnej białego stylizowanego orła, a na tym tle rozpostarte kontury województwa zielonogórskiego (kolor zielony) z uwidocznionymi w jego granicach dwiema rzekami (kolor niebieski).
Herb został ustanowiony Uchwałą Nr VIII/55/85 Wojewódzkiej Rady Narodowej w Zielonej Górze z dnia 18 lipca 1985 r. w sprawie ustanowienia herbu województwa zielonogórskiego